# Schlagsdorf
Schlagsdorf ist eine Gemeinde im Westen des Landkreises Nordwestmecklenburg in Mecklenburg-Vorpommern (Deutschland). Die Gemeinde wird vom Amt Rehna mit Sitz in der gleichnamigen Stadt verwaltet.

## Geografie
Die Gemeinde Schlagsdorf liegt in einem hügeligen, seenreichen Gebiet, von denen der Mechower See und der Lankower See, die an der Grenze zu Schleswig-Holstein liegen, hervorzuheben sind. Die lauenburgische Stadt Ratzeburg ist nur etwa fünf Kilometer von Schlagsdorf entfernt, die Großstadt Lübeck liegt knapp 25 Kilometer nordwestlich von Schlagsdorf. Die Gemeinde ist zudem Teil der Metropolregion Hamburg.
Umgeben wird Schlagsdorf von den Nachbargemeinden Thandorf und Rieps im Norden, Carlow im Nordosten, Groß Molzahn im Osten, Dechow im Südosten sowie Ziethen, Mechow und Bäk im Südwesten.
Zu Schlagsdorf gehören die Ortsteile Heiligeland, Schlagbrügge und Schlagresdorf.

## Geschichte

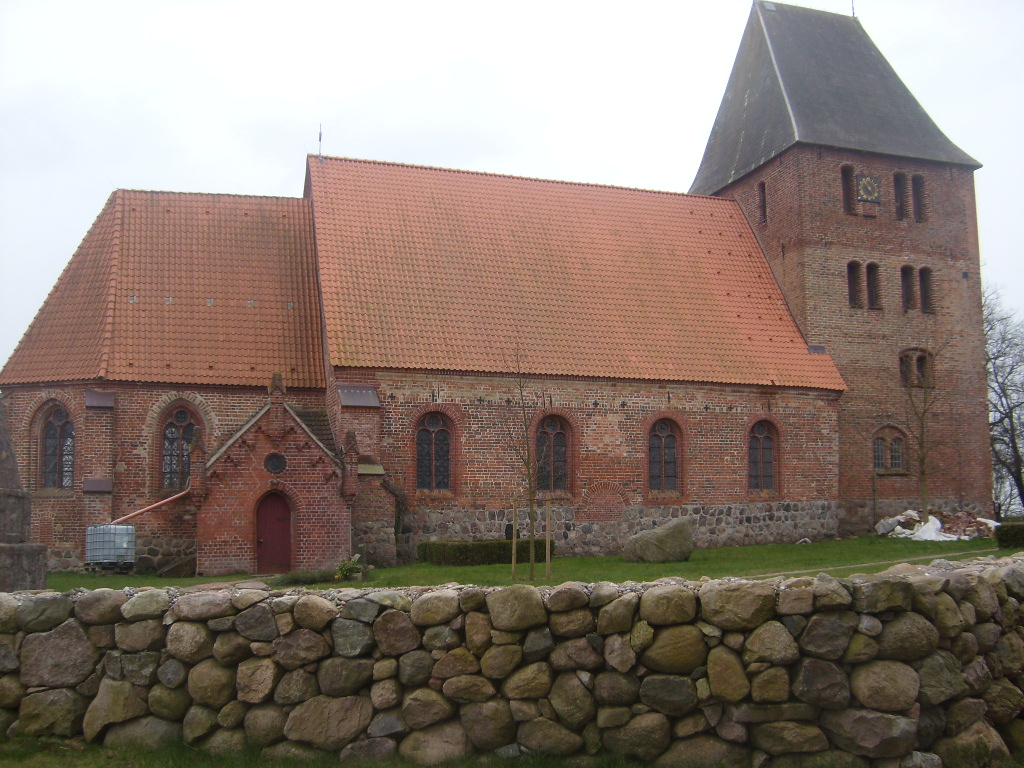
Dorfkirche

Erstmals wird der Ort als Zlavti in der auf das Jahr 1158 datierten Dotationsurkunde Heinrich des Löwen über die Ausstattung des Bistums Ratzeburg mit Ländereien genannt. Im Ratzeburger Zehntregister von 1230 wird das Kirchdorf als Slaukestorp erwähnt. Ebenfalls aufgeführt sind dort die heutigen Ortsteile Schlagbrügge als Slaubrize und Schlagresdorf als Ratistorp. Im Laufe der Jahrhunderte wurden diese Bezeichnungen zu den heutigen Namen abgeschliffen. 
Am 6. Oktober 1813 trafen hier in den Befreiungskriegen im "Gefecht bei Schlagbrügge" die Lützower Jäger auf die Franzosen.
Am 1. Juli 1950 wurden die bis dahin eigenständigen Gemeinden Schlagbrügge und Schlagresdorf eingegliedert.
In der DDR-Zeit lag Schlagsdorf inmitten des Sperrgebietes und war ohne spezielle Passierscheine nicht erreichbar. Seit der Wiedervereinigung profitiert die Gemeinde von Zuzug aufgrund ihrer Lage im Ballungsraum von Lübeck.

## Politik

### Gemeindevertretung
Die Wahl vom 25. Mai 2014 hatte folgende Ergebnisse:
- Schlagsdorfer Bürgergemeinschaft 2009: 5 Sitze
- Neue Freie WG Schlagsdorf: 4 Sitze
- CDU: 1 Sitz

### Wappen
| Wappen von Schlagsdorf | Blasonierung: „Über blauem Schildfuß, darin zwei silberne Wellenleisten, gespalten; vorn in Gold ein vierblättriger grüner Lindenzweig; hinten in Rot ein silbernes Hochkreuz überhöht von einer goldenen Krone.“ |
| Wappen von Schlagsdorf | Wappenbegründung: In dem Wappen sollen mit den Blättern des Lindenzweiges von der Anzahl her die Ortsteile symbolisiert, mit dem Zweig selbst der Bezug zu der seit dem 16. Jh. nachweisbaren Schlagsdorfer Gerichtslinde hergestellt werden. Das von einer Krone überhöhte Hochkreuz, das Wappenbild des Fürstentums Ratzeburg, erinnert an die frühere Zugehörigkeit der Orte zu dem aus dem 1648 säkularisierten Stiftsland des Bistums Ratzeburg hervorgegangenen Fürstentum Ratzeburg. Mit den Wellenleisten werden die im Gemeindegebiet liegenden Seen versinnbildlicht. Die Felder des Schildes verweisen in der Tingierung auf die mecklenburgischen Landesfarben und damit auf die Zugehörigkeit der Gemeinde zum Landesteil Mecklenburg. Das Wappen und die Flagge wurde von dem Schlagbrügger Steffen Wramp gestaltet. Es wurde zusammen mit der Flagge am 2. Oktober 2009 durch das Ministerium des Innern genehmigt und unter der Nr. 328 der Wappenrolle des Landes Mecklenburg-Vorpommern registriert. |

### Flagge
Die Flagge ist gleichmäßig und quer zur Längsachse des Flaggentuchs von Rot und Gelb gestreift. In der Mitte des Flaggentuchs liegt, auf jeweils ein Drittel der Länge des roten und des gelben Streifens übergreifend, das Gemeindewappen. Die Höhe des Flaggentuchs verhält sich zur Länge wie 3:5.

### Dienstsiegel
Das Dienstsiegel zeigt das Gemeindewappen mit der Umschrift „GEMEINDE SCHLAGSDORF • LANDKREIS NORDWESTMECKLENBURG“.

## Sehenswürdigkeiten
Dorfkirche in Schlagsdorf

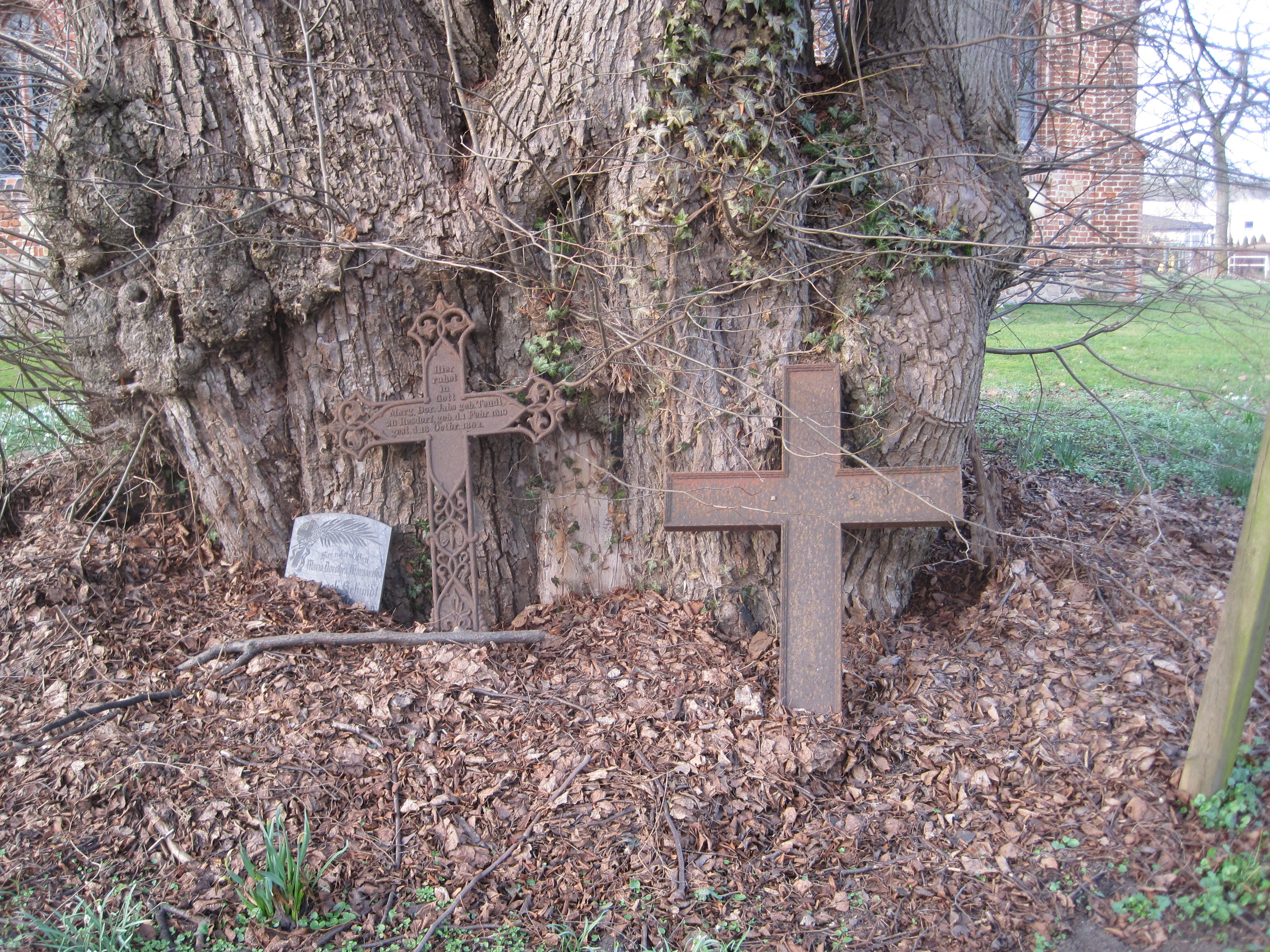
Gerichtslinde Schlagsdorf

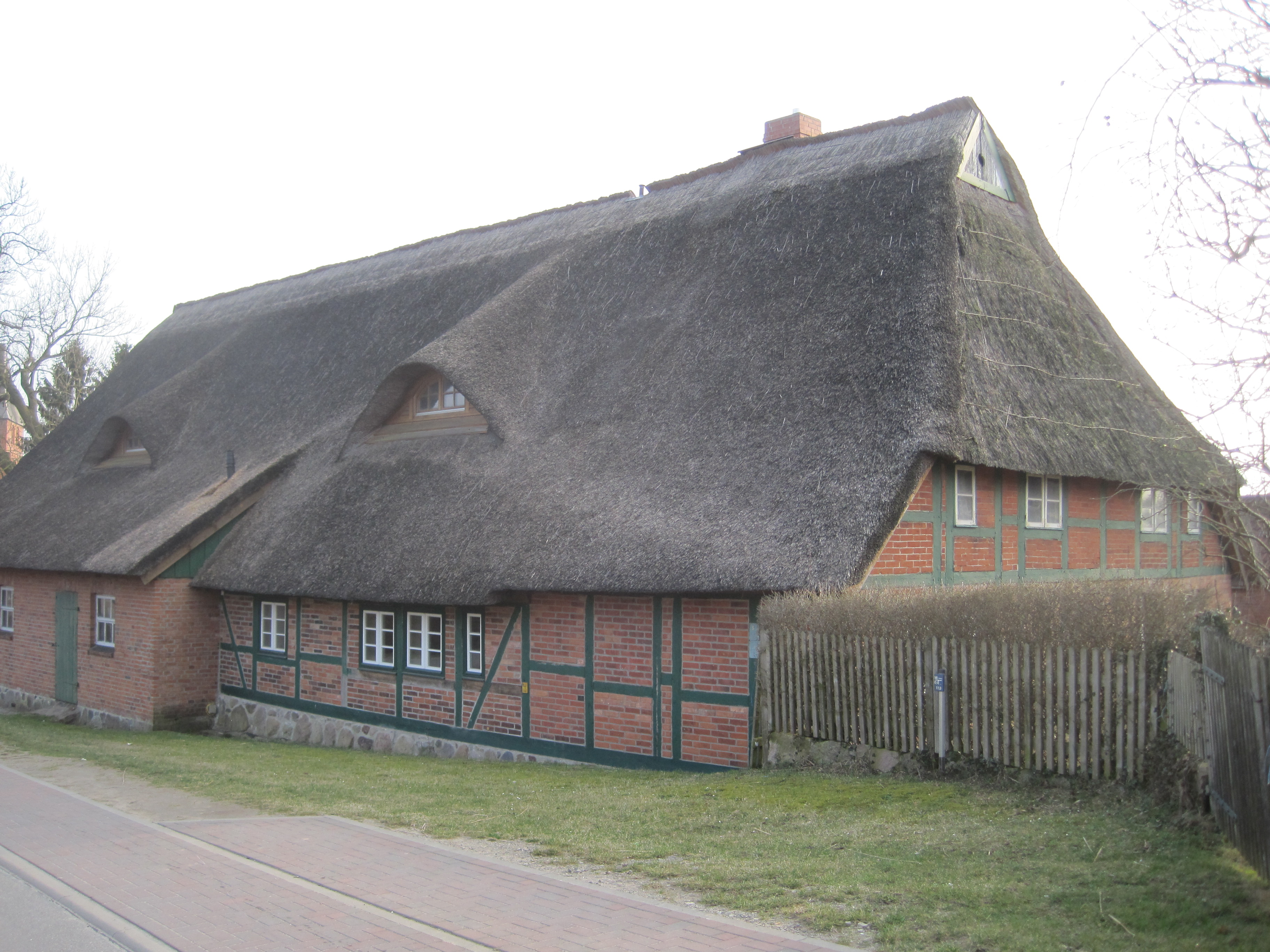
Bäckerberg

Die backsteingotische, historische Dorfkirche Schlagsdorf zeigt einen Choranbau im 3/6-Schluss; Baubeginn war Ende des 12./Anfang des 13. Jahrhunderts. Der barocke Altar wurde 1641 von Gebhard Jürgen Titge geschaffen.
Hochgerichtslinde in Schlagsdorf
Die alte Gerichtslinde Schlagsdorf steht im Kirchhof der gotischen Dorfkirche. Das Alter dieser historischen Gerichtslinde wird auf 500–550 Jahre geschätzt. Der mächtige Stamm der Winterlinde wird aus mehreren, zusammengewachsenen Stämmen gebildet.
Historische Hofstellen
Verschiedene, alte Bauernhäuser und -,höfe in Schlagsdorf, Schlagbrügge und Schlagresdorf.

### Tourismus
Im Nordteil des Biosphärenreservates Schaalsee, in dessen Zentrum sich Schlagsdorf befindet, entwickelte sich in den letzten Jahren zunehmend der sanfte Tourismus.

### Museum Grenzhus
Das Grenzhus in Schlagsdorf befindet sich im ehemaligen Domänenpächterhaus. Hier werden Gegenstände aus dem Alltagsleben an der innerdeutschen Grenze gesammelt, bewahrt und ausgestellt. Hinter der Präsentation in Dioramen, Filmen und Exponaten steht der Wunsch, die innerdeutsche Grenze und die ursächliche Spaltung der ganzen Welt in zwei sich politisch widersprechende Systeme ins Bewusstsein kommender Generationen zu rücken. Insbesondere wird hier die Frage behandelt: Wie hat die innerdeutsche Grenze das Leben der Menschen beeinflusst? Zusätzlich zeigt eine Außenanlage aus originalen Bauteilen den schematischen Aufbau der ehemaligen innerdeutschen Grenze von beiden Seiten: Ost und West.

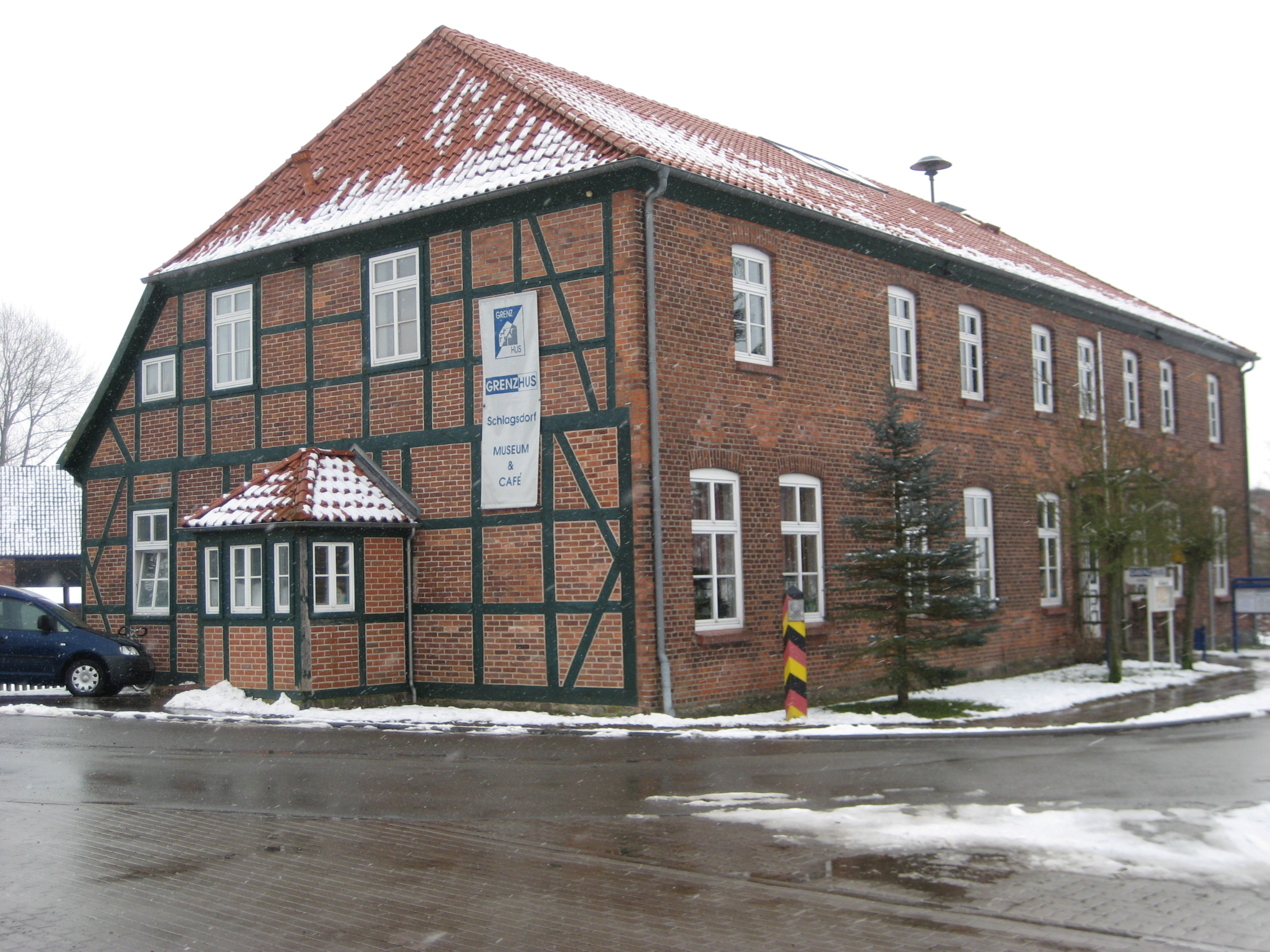
Das Grenzhus im ehemaligen Gutshaus
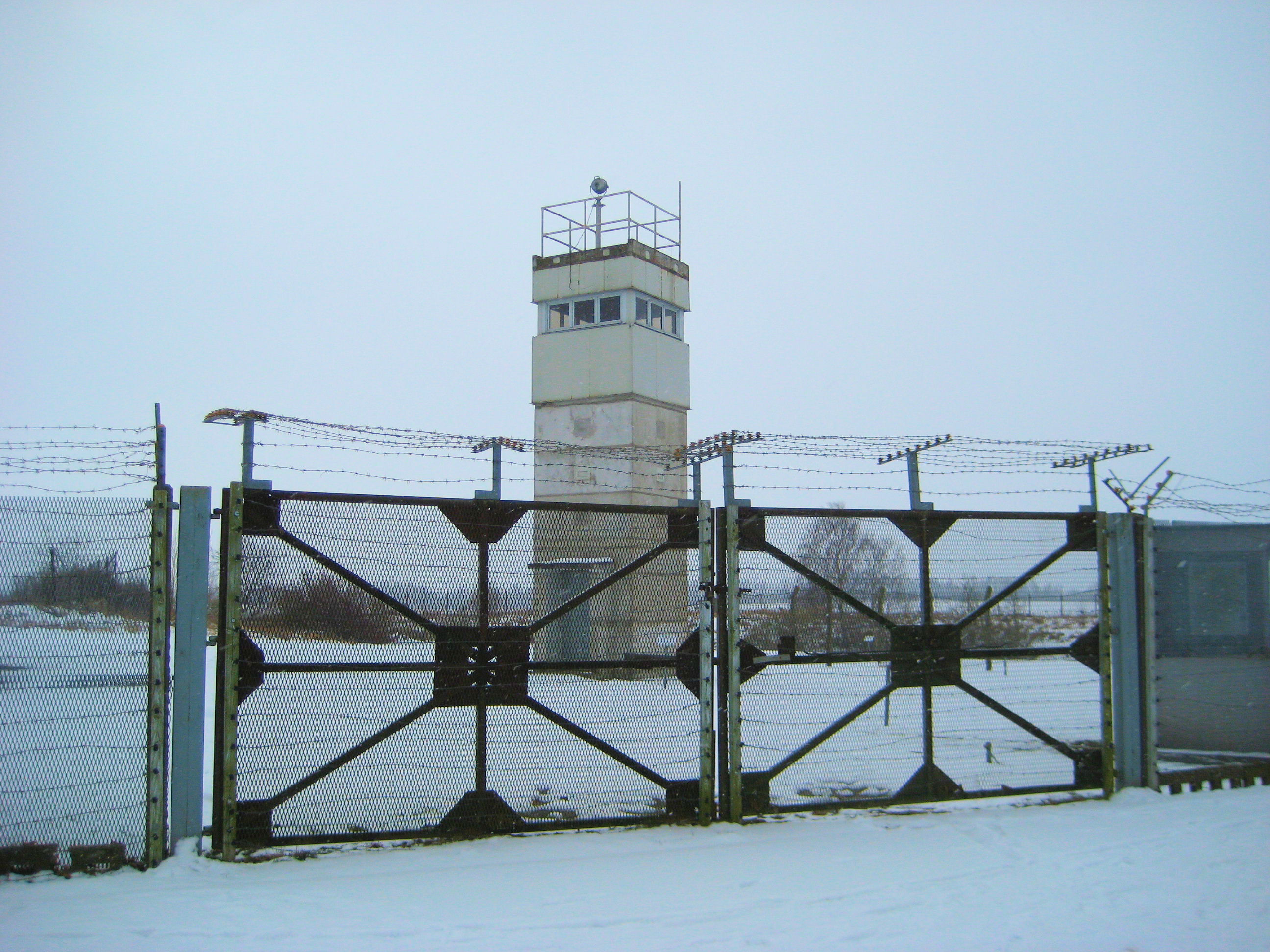
Außenanlage mit rekonstruierter Grenzanlage
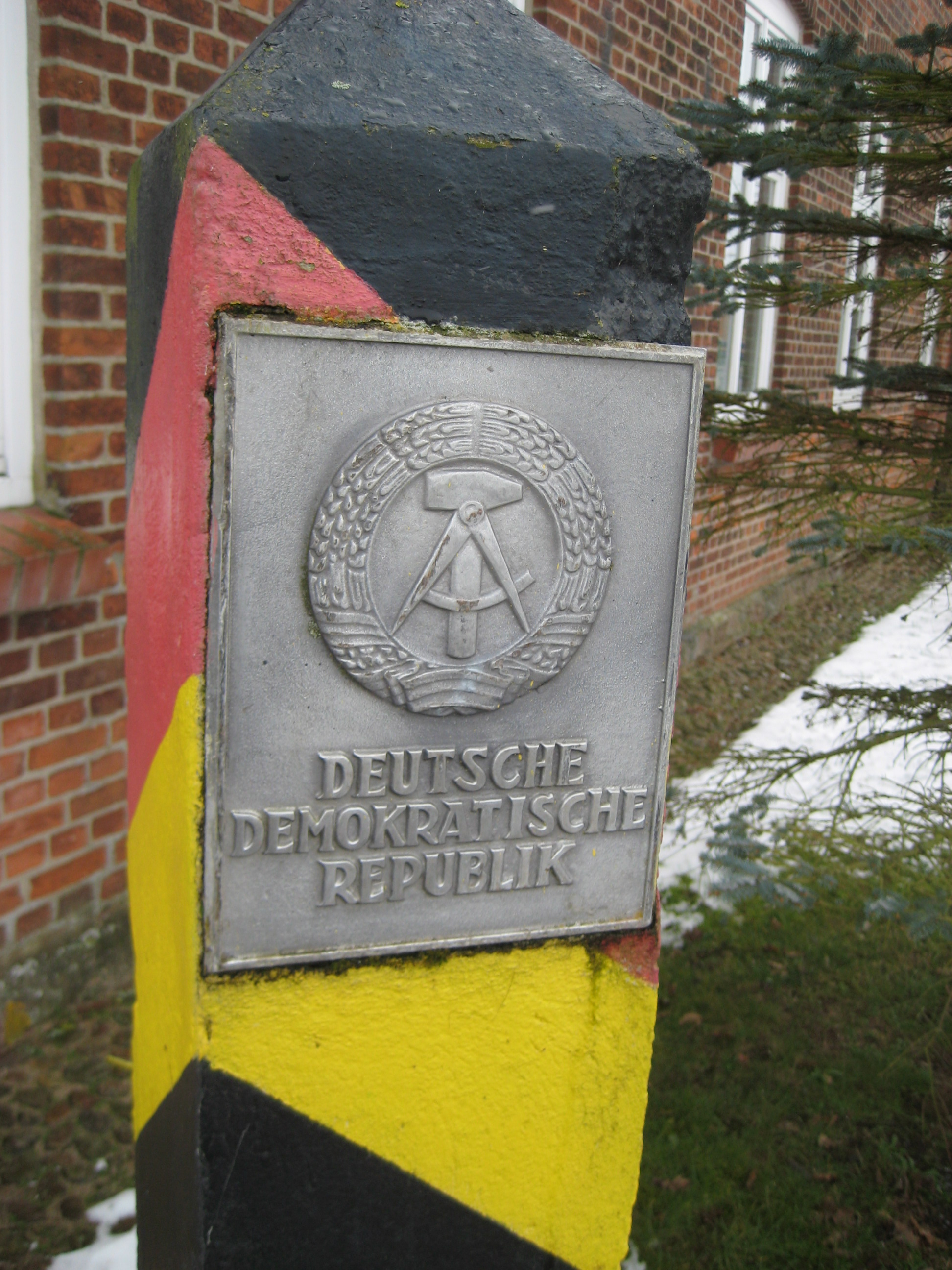
DDR-Grenzpfahl am Grenzhus
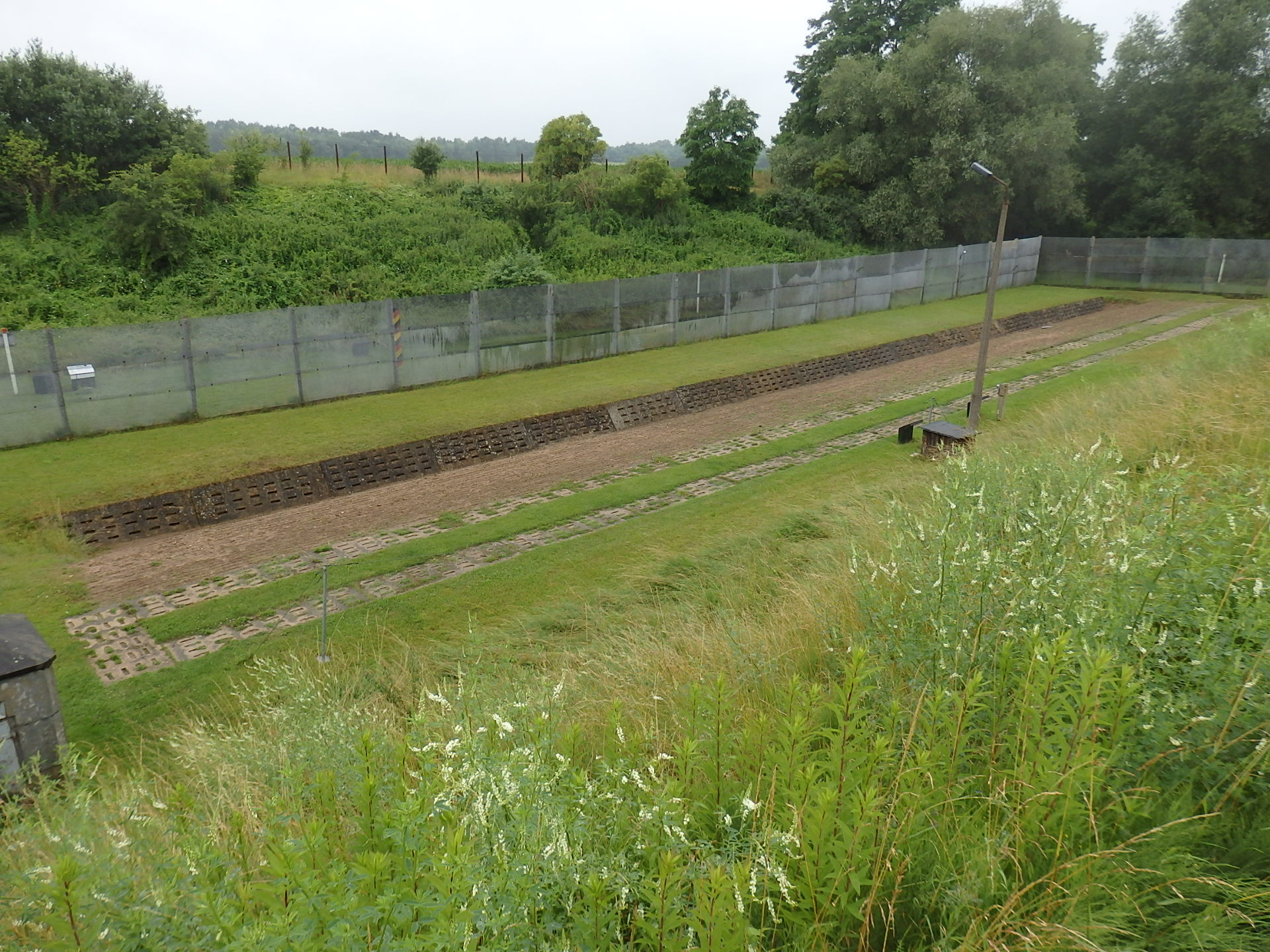
Grenzzaunanlagen Außenbereich Grenzhus
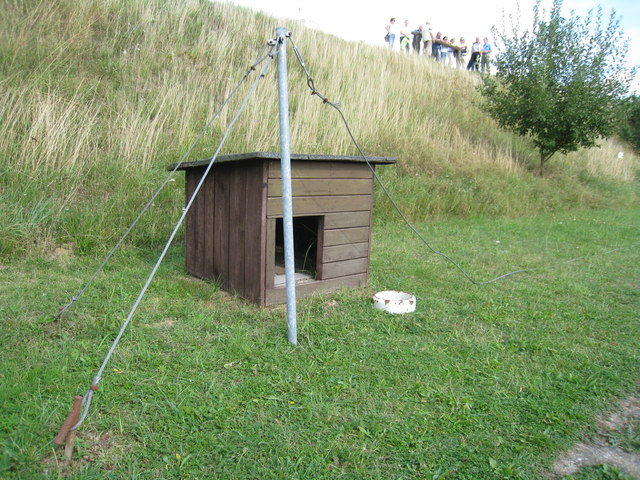
Hundelaufanlage

## Persönlichkeiten
- Gottfried Rudolf von Ditmar (1716–1795), seit 1753 Gottfried Freiherr von Ditmar, Geheimrat, Schöpfer Landesgrundgesetzlicher Erbvergleich
- Ernst Martin Ditmar (1713–1766), evangelisch-lutherischer Geistlicher und Dompropst am Ratzeburger Dom
- Gottlieb Matthias Carl Masch (1794–1878), Theologe, Historiker, Heraldiker und Numismatiker

## Verkehrsanbindung
- Wenige Kilometer südlich führt die Bundesstraße 208 (Ratzeburg – Gadebusch – Wismar) vorbei.
- Die Verbindungsstraße von Ratzeburg nach Schönberg (Anschluss an die A 20) verläuft durch den Ortsteil Schlagbrügge.
- Über die Nachbargemeinde Utecht und die Wakenitzbrücke bei Rothenhusen in der Gemeinde Groß Sarau besteht Anschluss an die B 207 und die A 20 Richtung Hamburg/Lübeck.